# Agata Osika-Kucharska
Agata Osika-Kucharska (ur. 6 czerwca 1964 w Dęblinie) – polska artystka fotograf. Członkini i Artystka Fotoklubu Rzeczypospolitej Polskiej Stowarzyszenia Twórców (AFRP). Członek Kapituły Fotoklubu RP. Członkini założycielka Klubu Fotograficznego LX w Lublinie. Członkini założycielka i wiceprezes Zarządu Klubu Fotograficznego Pozytyw w Dęblinie. Wiceprezes dęblińskiego oddziału Polskiego Towarzystwa Turystyczno-Krajoznawczego.

## Życiorys
Agata Osika-Kucharska jest absolwentką Państwowego Liceum Sztuk Plastycznych w Nałęczowie, ukończyła Prywatną Wyższą Szkołę Ochrony Środowiska w Radomiu oraz Akademię Pedagogiki Specjalnej im. Marii Grzegorzewskiej w Warszawie. Związana z lubelskim środowiskiem fotograficznym – jest inicjatorką, organizatorką, uczestniczką licznych wydarzeń oraz imprez o charakterze fotograficznym (wystawy indywidualne, zbiorowe – ogólnopolskie, międzynarodowe oraz plenery fotograficzne). W 1993 współtworzyła lubelski Klub Fotograficzny LX, w pracach którego uczestniczyła do 2002 roku. 
W 1998 roku została przyjęta w poczet członków Fotoklubu Rzeczypospolitej Polskiej Stowarzyszenia Twórców (legitymacja nr 166). 
Prace Agaty Osiki-Kucharskiej zaprezentowano w Almanachu (1995–2017), wydanym przez Fotoklub Rzeczypospolitej Polskiej Stowarzyszenie Twórców, w 2017. W 2018 roku została uhonorowana Medalem „Za Zasługi dla Fotografii Polskiej” – odznaczeniem przyznawanym przez Kapitułę Fotoklubu Rzeczypospolitej Polskiej Stowarzyszenia Twórców – w 100. rocznicę odzyskania przez Polskę niepodległości.

## Odznaczenia
- Złota Honorowa Odznaka PTTK (2000)
- Odznaka „Zasłużony Działacz Kultury” (2004)
- Odznaka honorowa „Zasłużony dla Kultury Polskiej” (2013)
- Odznaka honorowa „Za Zasługi dla Turystyki (2014)
- Złoty Medal „Za Zasługi dla Rozwoju Twórczości Fotograficznej” (2016)[7]
- Medal „Za Zasługi dla Fotografii Polskiej” (2018)[7]

Źródło